# Nettunalia
I Nettunalia (latino: Neptunalia) erano una festività della Religione romana, celebrata in onore di Nettuno come dio delle acque e dell'irrigazione, il 23 luglio.
Questo giorno, uno dei dies comitiales in cui i cittadini si riunivano in comizi per votare, era segnato sugli antichi calendari come Nept. ludi et feriae o Nept. ludi, indicando che la festa era celebrata con dei giochi.
Le celebrazioni non sono note in dettaglio: venivano costruite delle capanne con rami (dette umbrae) nelle quali avvenivano probabilmente le feste.